# Klasztor Franciszkanów w Cieszynie
Klasztor Franciszkanów w Cieszynie − dom zakonny franciszkanów w Cieszynie, wchodzący w skład prowincji Wniebowzięcia NMP Zakonu Braci Mniejszych w Polsce, na terenie diecezji bielsko-żywieckiej, w województwie śląskim.
Domem filialnym klasztoru cieszyńskiego jest romitorium w Jaworzynce.

## Historia
Pierwsi franciszkanie przybyli do Cieszyna w 1476. W 1542 zmarł gwardian klasztoru, w którym pozostał już tylko jeden zakonnik. Ten ostatni minoryta, z polecenia starosty, został odwieziony do klasztoru w Bytomiu. Trzy lata później samodzielne rządy w księstwie rozpoczął Wacław III Adam, który rozpoczął w swoich dobrach reformację a opuszczone budynki klasztorne przekazał miastu. Ten pierwszy klasztor należał do śląskiej kustodii będącej częścią czeskiej prowincji obserwantów. Próbę ponownego osiedlenia się w Cieszynie podjęli reformaci w latach 1615−1617 oraz 1699−1710. 
Obecny klasztor znajduje się w XVIII−wiecznym obiekcie pojezuickim, z którym związany był wybitny działacz tego zakonu ks. Leopold Szersznik. Po kasacie swojego zakonu w 1773 w klasztorze umieścił on swoje bogate zbiory biblioteczne i muzealne.
Obecny klasztor istnieje od 1996, kiedy to cały obiekt został nabyty przez zakon franciszkanów. Początkowo pełnił on funkcję hotelu a następnie bursy dla młodzieży męskiej (1996-2009). W 2005 zakon przejął duszpasterstwo w przylegającym do konwentu, także pojezuickim, barokowym kościele św. Krzyża. Od 2007 przy klasztorze istnieje Wspólnota i Szkoła Nowej Ewangelizacji Zacheusz.

## Formy duszpasterstwa
- opieka nad wspólnotą charyzmatyczną, tercjarzami, KIK i Hospicjum Łukasza Ewangelisty
- kapelania w szpitalu, zakładach opieki leczniczej i więzieniu
- dom rekolekcyjny (kursy SNE, rekolekcje zamknięte)
- jadłodajnia dla ubogich
- spowiednictwo osób konsekrowanych i kierownictwo duchowe

## Przełożeni[5]
- o. mgr lic. Alan Rusek - dyrektor bursy (1996–1997);
- o. mgr lic. Alan Rusek - gwardian (1997–2000);
- o. mgr Teodor Cuber - gwardian (2000–2004)
- o. mgr Symplicjusz Sobczyk - gwardian (2004–2013)